# او-۵۱ (کریگس‌مارینه)
او-۴۵ (به آلمانی: U-45) یک او-بوت کریگسمارینه از نوع ۷ب بود.